# Santa Maria di Sala
Santa Maria di Sala este o comună din provincia Veneția, regiunea Veneto, Italia, cu o populație de 17.338 de locuitori și o suprafață de 28,05 km².

## Demografie
Santa Maria di Sala - evoluția demografică

|  | Graficele sunt indisponibile din cauza unor probleme tehnice. Mai multe informații se găsesc la Phabricator și la wiki-ul MediaWiki. |

Date: Recensăminte sau birourile de statistică - grafică realizată de Wikipedia